# Trifluoperazină
Trifluoperazina este un antipsihotic tipic derivat de fenotiazină, fiind utilizat în tratamentul schizofreniei și al psihozelor. Se mai poate utiliza și în tratamentul anxietății generalizate, dar este mai puțin preferată în comparație cu benzodiazepinele. Căile de administrare disponibile sunt orală și intramusculară.